# Buyeo (regent)
Buyeo, död efter år 53, var en koreansk regent. Hon var regent av Koguryo under sin sons minderårighet. 
Hon var gift med prins Go Jaesa. År 53 avled hennes makes brorson, kung Mobon, och tronen tillföll hennes son kung Taejodae av Goguryeo. Hennes son var sju år gammal, och hon blev därför rikets regent. 